# Roy Haynes
Roy Haynes (Boston, Massachusetts, 13 de marzo de 1925 - Condado de Nassau, Nueva York, 12 de noviembre de 2024) fue un baterista estadounidense. Es uno de los más notables bateristas de jazz de todos los tiempos, con una extensa carrera durante la cual ha colaborado con los más destacados músicos del género en su país. Con casi 80 años de trayectoria, Haynes ha tocado swing, bebop, jazz fusión y jazz de vanguardia, además de ser considerado un pionero de la batería de jazz. "Snap Crackle" fue un apodo que se le dio en la década de 1950, y es también el nombre de una de las canciones más famosas de Haynes.
Haynes ha dirigido bandas como Hip Ensemble, y sus álbumes Fountain of Youth y Whereas fueron nominados para un premio Grammy. Fue incluido en el Salón de la Fama del Baterista Moderno en 1999. Su hijo Graham Haynes es cornetista; su otro hijo Craig Holiday Haynes es baterista, al igual que su nieto Marcus Gilmore.

## Biografía
Roy Owen Haynes inició su carrera profesional en 1945 y posteriormente pasó a formar parte del grupo de Lester Young de 1947 a 1949.
Durante los años 1950s, Haynes inició una serie de importantes colaboraciones con Charlie Parker(1949-1952), Bud Powell, Stan Getz, Sarah Vaughan (1953-1958), Thelonious Monk, Lennie Tristano y Miles Davis. Haynes continuó su carrera durante los años '60s tocando con Eric Dolphy, John Coltrane (como sustituto de Elvin Jones).
Posteriormente colaboraría con Stan Getz y Gary Burton y después con músicos como Chick Corea, Pat Metheny, Dizzy Gillespie, Art Pepper, Henry Grimes, Christian McBride, Jackie McLean, Gerry Mulligan, Horace Tapscott, entre otros muchos, al ser uno de los artistas más prolíficos en grabaciones de la historia del jazz, gracias a sus más de 60 años de carrera musical y aún sigue activo.
Trabajó en algunas bandas sonoras, como en la dirección de la banda sonora de la película Bird (1988), de Clint Eastwood.
Una canción de tributo a Haynes fue grabada por Jim Keltner y Charlie Watts de los Rolling Stones, y Haynes presentó la misma en el escenario junto a Allman Brothers Band en 2006, y junto a Page McConnell de Phish en 2008; "La edad (de Haynes) parece haberle pasado de largo", observó Watts en el momento, y agregó: "Tiene ochenta y tres años y en 2006 fue elegido Mejor Baterista de Jazz contemporáneo [en la encuesta de lectores de la revista Modern Drummer]. El es increíble".
En 2008, Haynes brindó su voz al videojuego de mundo abierto Grand Theft Auto IV, para interpretar el papel del DJ de la estación de radio ficticia de Liberty City dedicada al jazz contemporáneo, llamada Jazz Nation Radio 108.5.
El 25 de junio de 2019, el diario New York Times incluyó a Haynes en la lista de cientos de artistas cuyo material fue destruido en el incendio de Universal Studios de 2008.
Haynes es conocido por celebrar su cumpleaños en el escenario, haciéndolo en años recientes en el Blue Note Jazz Club de la Ciudad de Nueva York, donde la celebración de su 95 cumpleaños fue cancelada debido a la pandemia de COVID-19.

## Premios
- 1994 Danish Jazzpar Prize.
- 2004 Fue inscrito en el Down Beat Jazz Hall of Fame.

## Discografía selecta
- 2006 Whereas
- 2004 Fountain of Youth
- 2004 Quiet Fire
- 2003 Love Letters
- 2001 Birds of a Feather: A Tribute to Charlie Parker
- 2000 Roy Haynes
- 2000 The Roy Haynes Trio
- 1998 Praise [Japan]
- 1998 Praise
- 1994 My Shining Hour
- 1994 Te Vou!
- 1992 When It's Haynes It Roars
- 1992 Homecoming
- 1986 True or False
- 1979 Live at the Riverbop
- 1977 Thank You Thank You
- 1977 Vistalite
- 1976 Sugar Roy
- 1973 Senyah
- 1972 Equipoise
- 1971 Hip Ensemble
- 1964 People
- 1963 Cymbalism
- 1963 Cracklin'
- 1962 Out of the Afternoon